# 우시다역 (도쿄도)
우시다역(일본어: 牛田駅, うしだえき)은 일본 도쿄도 아다치구에 있는 도부 철도 이세사키 선 역이다. 역 번호는 TS 08이다.
게이세이 전철 본선의 게이세이세키야 역과 가까운 곳의 위치에서 도로를 끼고 맞은편을 통해 연결 운수가 열려 있는 환승역이다.

## 역사
- 1932년 9월 1일: 영업 개시.
- 2006년 3월: 엘리베이터 설치, 다기능 화장실 신설.
- 2012년
  - 3월 17일: TS 08의 역 번호 도입.
  - 9월 27일: 발차 멜로디를 도입.
- 2013년 3월: 화장실을 아사쿠사 방향으로 이설, 1번 승강장에 대합실 신설.

## 역 구조
상대식 승강장 2면 2선의 지상역이다. 승강장 유효 길이는 10량 편성 대응이다. 역사는 기타센주 방면 승강장의 끝부분에 있다. 기타센주 방면 승강장과 아사쿠사 방면 승강장으로의 연결은 지하 통로 외, 배리어 프리 설비로 엘리베이터가 설치되어 있다. 엘리베이터는 전용 과선교에서 선로를 횡단하게 된다. 또, 개찰구와 기타센주 방면으로 승강장과의 사이에는 몇 개의 계단이 있지만 이 부분도 엘리베이터로 오르내리는 구조로 되어 있다.

### 승강장
| 번호 | 노선                 | 방향 | 행선                                                                                   |
| ---- | -------------------- | ---- | -------------------------------------------------------------------------------------- |
| 1    | 도부 스카이트리 라인 | 하행 | 기타센주・신코시가야・도부 도부쓰코엔・ 이세사키 선 구키・ 닛코 선 미나미쿠리하시 방면 |
| 2    | 도부 스카이트리 라인 | 상행 | 히키후네・도쿄 스카이 트리・아사쿠사 방면                                              |

## 역 주변
- 게이세이 본선 게이세이세키야 역
- 센주 착륙장(도쿄 미즈베 라인) - 도보 5분.
- 아다치 우체국
- 아다치 야나기하라 우체국
- 어메이징 스퀘어
  - 인라인 스케이트장 대여 카트장, 풋살장 등이 있는 스포츠 시설이 있고 개장 당초에는 거대 미로가 있는 놀이 공원이었다.
- 야나기하라 사회 복귀 요법 병원
- 해외 기술자 연수 협회(AOTS) 도쿄 연수 센터

## 사진

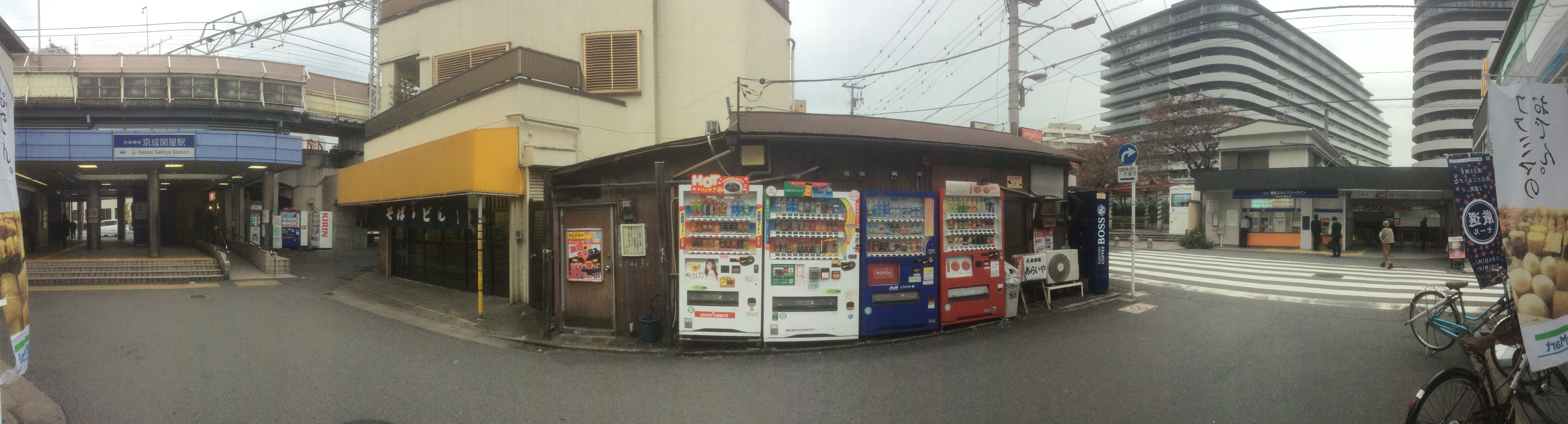
게이세이 본선 게이세이세키야 역 역사 (좌측)
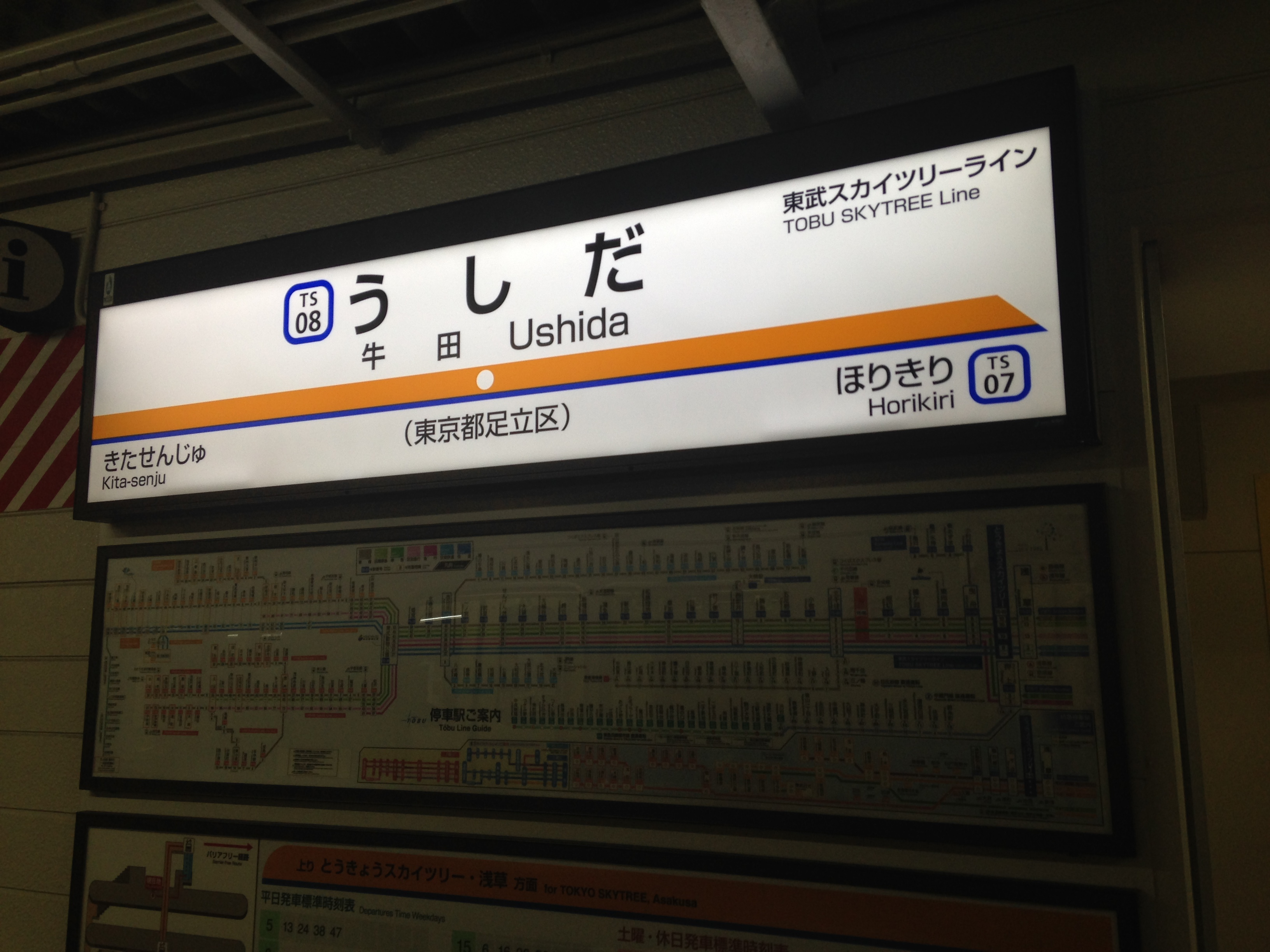
역명판

## 인접역
| 도부 철도 이세사키 선(도부 스카이트리 라인) | 도부 철도 이세사키 선(도부 스카이트리 라인) | 도부 철도 이세사키 선(도부 스카이트리 라인) |
| ------------------------------------------- | ------------------------------------------- | ------------------------------------------- |
| TS 07 호리키리 아사쿠사 방면                | ■ 구간급행 ■ 구간준급 ■ 보통                | 기타센주 TS 09 도부 도부쓰코엔 방면         |